# Герхард Прогні
Герхард Прогні (алб. Gerhard Progni, нар. 6 листопада 1986, Тропоя) — албанський футболіст, півзахисник косовського клубу «Ллапі».
Виступав, зокрема, за клуб «Партизані», а також молодіжну збірну Албанії.
Володар Суперкубка Албанії. Дворазовий чемпіон Албанії.

## Клубна кар'єра
Народився 6 листопада 1986 року в місті Тропоя. Вихованець футбольної школи клубу «Партизані». Дорослу футбольну кар'єру розпочав 2003 року в основній команді того ж клубу, в якій провів п'ять сезонів. 
Згодом з 2008 по 2019 рік грав у складі команд «Беса», «Динамо» (Тирана), «Фламуртарі», «Кукесі», «Скендербеу», «Зіра», «Теута» та «Партизані».
До складу клубу «Г'їлані» приєднався 2019 року.
З 2023 року захищає кольори косовського клубу «Ллапі».

## Виступи за збірні
У 2004 році дебютував у складі юнацької збірної Албанії (U-19), загалом на юнацькому рівні взяв участь у 3 іграх.
Протягом 2007–2008 років залучався до складу молодіжної збірної Албанії. На молодіжному рівні зіграв у 10 офіційних матчах, забив 2 голи.

## Титули і досягнення
- Володар Суперкубка Албанії (1):[1]

«Скендербеу»: 2014
- Чемпіон Албанії (2):

«Скендербеу»: 2014-2015, 2015-2016